# Phagmo Drupa Dorje Gyalpo
Phagmo Drupa Dorje Gyalpo (1110-1170) was een Tibetaans geestelijke en stichter van de phagdru kagyütraditie in het Tibetaans boeddhisme.
Hij was een van de drie belangrijkste volgelingen van Gampopa, de stichter van de dagpo kagyü, voornaamste zuil onder de kagyütraditie in het Tibetaans boeddhisme, en Sachen Künga Nyingpo, een van de oprichters van de sakyatraditie.
Hij was een neef van Dampa Desheg die het klooster Kathog stichtte en de katog-tak van de nyingmaschool.
In 1158 bouwde Dorje Gyalpo een hermitage in Phagmo in een jeneverbesbos in Nedong boven de rivier Yarlung Tsangpo. Hier bouwden zijn volgelingen na zijn dood het klooster Densatil.
- Gemeinsame Normdatei: 136010253
- International Standard Name Identifier: 0000 0001 1929 8650
- Library of Congress Control Number: n80066641
- Système universitaire de documentation: 087951576
- Virtual International Authority File: 1310117
- WorldCat: E39PBJwCVYtjXBx4gcKWwJCvpP